# Antal Fleischer
Antal Fleischer (Makó (província de Csongrád.), 30 de maig 1889 – Budapest, 30 d'octubre, 1945) Director hongarès, artista repetidor, compositor i professor de música.

## Biografia
Els seus pares eren Gusztáv Fleischer, director de banc, i Mária Bienenfeld. A principis de segle, es va traslladar a Szeged amb la seva família. Va ser alumne de Viktor Herzfeld, Zoltán Kodály i János Koessler. Entre 1912 i 1915 va ser repetidor i més tard director de l'Òpera Popular de Budapest. Entre 1915 i 1920 va treballar a l'Òpera Estatal d'Hongria com a répétiteur amb Egisto Tango, i entre 1920 i 1945 com a director. Entre 1919 i 1935 va treballar com a professor a l'Escola Nacional de Música.
La seva tomba es troba al cementiri de Fiumei Road.

## Vida personal
La seva esposa era Margit (1882-1973), filla de Simon Belgráder i Janka Gruber una de les quals es va casar el 21 de març de 1916 a Budapest.

## Obres
- La rosa i el rossinyol (simfonia dramàtica)
- Midnight Ballad (balada orquestral)